# 小榊
小榊（こさかき）は、長崎県長崎市の地域である。旧西彼杵郡小榊村。
小榊地区（長崎市役所小榊地域センター管内）の人口は6,562人（2018年2月末日現在、住民基本台帳）。

## 概要
長崎市西部の地域である。
1938年4月1日に旧西彼杵郡小榊村が編入合併されたことにより長崎市の市域に含まれることになった。
なお、小榊村は1898年に淵村から分離し発足した村である。
長崎市街に比較的近いが、当時は陸路で市内に向かうのは困難で、船を利用していた。1979年の木鉢トンネル開通により、アクセスが飛躍的に便利になった。現在はベッドタウンとして開発が進んでいる。
小榊の名前の由来は、小は小瀬戸、榊は木偏が木鉢、旁の「神」が神の島という多少複雑な合成地名である。

## 町
1938年の長崎市編入以降、1949年までは3行政区をそのまま用い、同年、町名設置を実施した。
| 1898年→1938年         | 1949年                     | 2004年                     | 現在                 |
| --------------------- | -------------------------- | -------------------------- | -------------------- |
| （長崎市木鉢町）      | 長崎市木鉢町1丁目・2丁目※  | 木鉢町1丁目・2丁目         | 木鉢町1丁目・2丁目   |
| 小榊村→長崎市木鉢郷   | 長崎市木鉢町1丁目・2丁目※  | みなと坂1丁目・2丁目(2004) | みなと坂1丁目・2丁目 |
| 小榊村→長崎市小瀬戸郷 | 長崎市小瀬戸町             | みなと坂1丁目・2丁目(2004) | みなと坂1丁目・2丁目 |
| 小榊村→長崎市小瀬戸郷 | 長崎市小瀬戸町             | 小瀬戸町                   | 小瀬戸町             |
| 小榊村→長崎市神ノ島   | 長崎市神ノ島町1丁目～3丁目 | 長崎市神ノ島町1丁目～3丁目 | 神ノ島町1丁目～3丁目 |

※旧淵村からそのまま長崎市に編入された旧・木鉢町は同時に木鉢町1丁目となり、以後、小榊地区とみなされる。小榊村側が2丁目となった。
ちなみに、神ノ島だけ郷がつかないのは、淵村時代は大字だったことによる。

### 現在の町
神ノ島町1丁目～3丁目（かみのしま）
もとは島で、埋め立てにより陸続きとなった。このため町域の半分が埋め立て地である。1丁目に長崎バスの営業所、1丁目と3丁目、それに小瀬戸町にかけて神の島工業団地が広がる。1丁目から3丁目まで、南側の海岸沿いに住宅が点在する。2丁目には神の島教会がある。
木鉢町1丁目～2丁目（きばち）
1丁目の神崎鼻付近には石油タンクが広がる。1丁目・2丁目の境界付近、木鉢トンネルの出口付近に住宅地が広がる。ながさき女神大橋道路の木鉢インターチェンジ（中央部）・木鉢ジャンクション（金水）がある。
小瀬戸町（こせど）
南部海岸沿いに住宅街が広がる。東部は古くからの集落で、南西部は神の島との間の埋め立て地で、住宅や神の島工業団地の一部である。北部、網場の脇（あばのわき）集落は1950年に福田村大浦郷から編入された区域だが、特別に町名は付けず、当町に編入された。
みなと坂1丁目～2丁目（みなとざか）
2004年、木鉢町2丁目・小瀬戸町・大浜町の一部を割いて発足。1丁目は35街区、2丁目は27街区。ポートウェストみなと坂団地を占める。小榊小学校がある。

## 交通

### 鉄道・バス
- 長崎自動車（長崎バス）

### 道路
- 長崎県道51号長崎南環状線（ながさき女神大橋道路）
- 長崎県道236号神ノ島飽ノ浦線（木鉢トンネル）

## 施設

### 公共
- 長崎市役所小榊地域センター[1]

### 教育機関
- 長崎市立小榊小学校